# Треккина
Треккина (итал. Trecchina) — коммуна в Италии, расположена в регионе Базиликата, подчиняется административному центру Потенца.
Население составляет 2404 человека, плотность населения составляет 65 чел./км². Занимает площадь 37 км². Почтовый индекс — 85049. Телефонный код — 0973.
Покровителем коммуны почитается Архангел Михаил, празднование 29 сентября.